# Jarosław Watamaniuk
Jarosław Petrowycz Watamaniuk, ukr. Ярослав Петрович Ватаманюк, ros. Ярослав Петрович Ватаманюк, Jarosław Pietrowicz Watamaniuk (ur. 25 maja 1963 we wsi Wierzbica) – ukraiński piłkarz, grający na pozycji prawego obrońcy, reprezentant Ukrainy, trener piłkarski.

## Kariera piłkarska

### Kariera klubowa
Rozpoczął karierę piłkarską w szkolnej drużynie SPTU nr 1 we Lwowie (od 1979), skąd był zaproszony do reprezentacji Ukraińskiej SRR na turniej "Pereprawa". W 1981 trafił do drużyny amatorskiej Nywa Podhajce. Po rozwiązaniu Nywy przeszedł w 1982 do nowo utworzonej drużyny Nywa Brzeżany. W 1983 odbywał służbę wojskową w Nowojaworowsku, gdzie bronił barw miejscowej piłkarskiej drużyny, która występowała w mistrzostwach obwodu lwowskiego. Oprócz tego, występował w drużynie z sąsiedniego Jaworowa – Zirka Jaworów. Na początku 1985, jeszcze do zwolnienia z wojska, został piłkarzem trzecioligowego klubu Prykarpattia Iwano-Frankowsk. Podczas zimowego treningu otrzymał ciężką kontuzję, ale wiara trenerów w jego możliwości pozwoliło jemu wrócić do gry. 16 kwietnia 1985 rozegrał swój pierwszy mecz na profesjonalnym poziomie z klubem SKA Odessa, zremisowanym 0:0. Po sezonie 1991 razem z klubem awansował do Wyszczej Ligi Mistrzostw Ukrainy. Utalentowanego obrońcę zapraszali do siebie takie kluby jak Dynamo Kijów, Metalist Charków, Tawrija Symferopol oraz Karpaty Lwów. Jednak on był zawsze wierny klubowi, w sumie zaliczył powyżej 530 występów za Prykarpattia Iwano-Frankowsk, w tym 139 w Wyszczej Lidze w roli kapitana drużyny (co daje 4 wynik na Ukrainie). 16 czerwca 2000 w wieku 37 lat zakończył karierę piłkarską w meczu z Zirką Kirowohrad, wygranym 4:2. Potem jeszcze w latach 2003-2004 grał w amatorskich zespołach Tepłowyk Iwano-Frankiwsk i Sokił Brzeżany

### Kariera reprezentacyjna
27 czerwca 1992 zadebiutował w reprezentacji Ukrainy w spotkaniu towarzyskim z USA zremisowanym 0:0. To był jego jedyny mecz reprezentacyjny.

## Kariera trenerska
Po zakończeniu kariery zawodniczej w 2000 został asystentem trenera w klubie Prykarpattia Iwano-Frankowsk. Potem trenował kluby Czornohora Iwano-Frankowsk, Enerhetyk Bursztyn, Sokił Brzeżany, Fakeł Iwano-Frankowsk. Od 2007 pełni funkcję asystenta trenera w Prykarpattia Iwano-Frankowsk.

## Sukcesy i odznaczenia

### Sukcesy klubowe
- wicemistrz Mistrzostw Ukraińskiej SRR: 1991
- brązowy medalista Mistrzostw Ukraińskiej SRR: 1987
- mistrz Pierwszej Lihi (II Ligi): 1994

### Sukcesy indywidualne
- absolutny rekordzista klubu Spartak Iwano-Frankowsk po występach - powyżej 530.
- 139 meczów w roli kapitana Prykarpattia Iwano-Frankowsk - 4.miejsce na Ukrainie.